# Atrijuglans hetaohei
Atrijuglans hetaohei är en fjärilsart som beskrevs av Yang 1977. Atrijuglans hetaohei ingår i släktet Atrijuglans och familjen signalmalar. Inga underarter finns listade i Catalogue of Life.